# Refugi Mas del Tronc
El refugi Mas del Tronc és un refugi guardat de mitja muntanya propietat de la Unió Excursionista de Catalunya, que està situat a 719 metres d'altitud, al vessant nord de la Serra de Rubió, a l'entitat de població de Maçana (municipi de Rubió), a la comarca de l'Anoia. El refugi està situat a dos quilòmetres de l'església de Sant Martí de Maçana i prop de la casa de La Coma.
El refugi disposa de 28 places per a dormir quan és obert amb guarda i dos en absència del guarda. L'interior del refugi està equipat amb lliteres seguides amb matalassos i flassades, llum generada per plaques solars i aigua calenta generada per butà.
Des del refugi es poden fer tota mena d'excursions, passejades, travesses i rutes en bicicleta de muntanya per la Serra de Rubió. A més, el sender de gran recorregut GR-7 passa pel refugi, i és lloc de peregrinació dels excursionistes que recorren aquesta ruta.
D'ençà l'any 2004 és obert tot l'any. Disposa de servei de cuina amb esmorzars, dinars, sopars i pícnics.

## Accessos

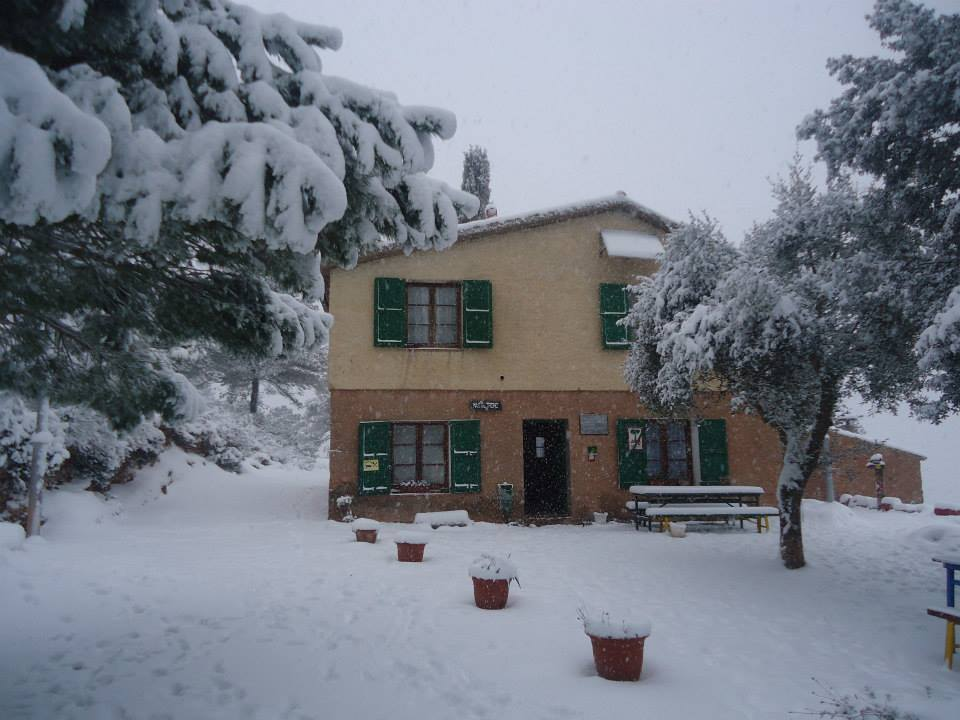
El refugi durant una nevada el 2015

Les rutes d'accés al refugi són diverses:
En cotxe: Des de la carretera BV-1031 d'Igualada a Els Prats del Rei, al quilòmetre 9, s'ha de girar a la dreta en un desviament cap a Sant Martí de Maçana. Després s'ha de seguir la pista fins a la tercera cruïlla, i girar a l’esquerra fins al refugi. Abans d'arribar al refugi es passa per la masia de La Coma, que queda a la dreta. A uns 100 metres de la masia hi ha el desviament a l'esquerra que ja condueix directament cap al refugi.
A peu: S'ha de girar al desviament del quilòmetre 9 de les Maioles, que hi posa Sant Martí de Maçana. Després s'ha d'agafar la pista i anar seguint les indicacions per anar-hi a peu, no en cotxe. La ruta passa pel costat dels molins del parc eòlic de Rubió, i, després descendeix fins al refugi seguint el GR-7.
- Des d’Igualada 4h.[3]
- Des de Sant Pere Sallavinera 2h i ¾.[3]

## Història
L'excursionisme igualadí veié en la Serra de Rubió un lloc ideal per ubicar un refugi de muntanya, raó per la qual la delegació de la UEC Igualada impulsà, el 29 de maig de 1965, la compra d'una finca de 500 m² ubicada en un bell i tranquil entorn natural de boscos, rius, fonts i masies de la Serra de Rubió, al municipi de Rubió, en el lloc de Maçana, en el punt conegut com a Mas del Tronc.
La finca i l'antiga masia de Cal Tronc, en estat ruïnós, va ser cedida indefinidament pel seu propietari Joan Piqué Solà a la Unió Excursionista de Catalunya, que la va restaurar completament amb l'ajut del seus socis per a construir-hi un refugi de muntanya.
Finalment el nou refugi va ser inaugurat el 16 de març de 1969 amb presencia de molts excursionistes d'arreu de Catalunya, del president de la FEEC, el president de la UEC, el president de la delegació UEC Igualada, el president del Comitè de Refugis de la FEEC i el president del Centre d'Estudis Comarcals d'Igualada.
El refugi, de la mà de la Regidoria de Cultura de l'Ajuntament d'Igualada, es convertí l'any 1980 en una Aula de Natura per a tots els grups escolars de tota la comarca de l'Anoia, fins que l'any 1986 la Serra de Rubió patís un gran incendi que va devastar tota la zona.

## Ascensions i travessies
- Còpia de Palomes (837 metres).[6][7]
- Sender de llarg recorregut GR-7. Final etapa 10: De Sant Pere Sallavinera al refugio Mas del Tronc.[8][9] Inici etapa 11: Del refugio Mas del Tronc al hostal del Ganxo.[10][11]